# Константина
Константина (наричана още Констанция и Константиана; родена след 307/преди 317 – починала 354) е най-възрастната дъщеря на римския император Константин I и втората му съпруга Фауста, дъщеря на император Максимиан. Константина получава титлата Augusta от своя баща и е почитана като светица.

## Живот
През 335 Константина се омъжва за своя братовчед Ханибалиан, син на Флавий Далмаций, когото Константин обявява за „Rex Regum et Ponticarum Gentium“. Ханибалиан е убит през 337, след смъртта на Константин.
За втори път, по време на управлението на средния ѝ брат Констанций II, Константина се омъжва за първия братовчед на нея и Ханибалиан – Гал, който е назначен за Caesar на Изтока и е преименуван на Констанций около 349/350, което също така е предполагаемото време на техния брак. Гал е на двадесет и пет или двадесет и шест години по това време, докато Константина е по-стара от него.
Passio Artemii (12) твърди, че бракът има за цел да затвърди лоясността на Гал, но той може да е бил точно толкова необходим и за Константина, която, освен че има всеизвестно влияние като дъщеря на Константин и съпруга на Ханибалиан, подтиква съпротивата на Ветранион (PLRE I, p. 954) срещу Магненций и чиято ръка е искана от Констанций чрез пратеници на самия Магненций (Peter the Patrician fr. 16, Müller FHG IV, p. 190).
Бракът, освен че облагодетелства Констанций, я изважда от опасната ситуация в Римската империя и я поставя в позиция, от която може да контролира младия и неопитен Caesar. От друга страна е възможно Констанций да е видял в брака начин да премахне своята натрапчива – може би и предателка – сестра от непостоянния запад. Ако споменаването в Passio Artemii (11) за писма от Константина до нейния брат съдържа достоверна информация, е възможно дори Константина да е дала предложението да се ожени за Гал.
От втория си брак тя има дъщеря, чиито име и съдба са неизвестни.
Гал властва над Изтока от Антиохия и целта му е да държи под контрол Сасанидската заплаха. Гал обаче очуждава подкрепата на своите подчинени със своето своеволно и безмилостно управление. Константина подкрепя своя съпруг. Когато, след като получава оплакванията на жителите на Антиохия, Констанций повиква Гал, цезарят изпраща Константина при нейния брат с цел да смекчи отношението на Констанций към него.
Константина обаче така и не достига Медиоланум. Тя умира в Caeni Gallicani, Битиния. Тялото ѝ е погребано в близост до Via Nomentana в Рим в мавзолей, който по-късно се превръща в църквата Санта Констанца, когато Констанция е обявена за светица. Нейният саркофаг от порфир е изложен във Ватиканските музеи.

## Оценка
Едуард Гибън описва Константина като „една от вътрешните фурии, измъчвана от ненаситна жажда за човешка кръв.“ Историкът казва, че тя е насърчила насилствената природа на Гал, вместо да го убеди да бъде разумен и състрадателен. Гибън заявява, че нейната суетност е подчертана, докато нежните качества на една жена при нея отсъстват, също и че тя би приела перлена огърлица в замяна на съгласието ѝ да бъдат екзекутирани богати благородници.